# Carroccio di Verona
Il carroccio di Verona fu una macchina utilizzata in guerra, un carroccio, ovvero un carro riccamente addobbato con i simboli della città, attorno al quale in occasione delle battaglie basso medievali si raccoglievano e combattevano le milizie dei comuni medievali e che talvolta veniva portato in processione per Verona in occasione delle grandi festività. Inizialmente era probabilmente custodito all'interno della chiesa di San Giorgio in Braida, ma a partire dalla costruzione della mura scaligere venne trasferito nella basilica di San Zeno, dove rimase fino al 1583, quando venne distrutto.

## Storia
Dell'antico carroccio di Verona si hanno scarse notizie. Si suppone che originariamente fosse conservato presso la chiesa di San Giorgio in Braida; ciò lo si può desumere da un fatto accaduto all'interno della canonica della chiesa nei primi decenni del XIII secolo quando era priore un certo Bernardo: il furto di una croce d'argento che ospitava al suo interno una reliquia della Vera Croce e che solitamente veniva collocata in cima ad una pertica sul carroccio del comune. Questo atto sfociò in tumulti che portarono alla destituzione di Bernardo e la sua sostituzione a priore con l'illegittimo Diotiguardi.
Nel 1324 il signore di Verona, Cangrande della Scala, fece erigere delle mura che andarono a comprendere la basilica di San Zeno, prima in aperta campagna e senza difese, dove venne così ricollocato all'inizio della navatella di sinistra, dove ora si trova una grande coppa di porfido rosso. Qui certamente si trovava nel 1405, perché in quell'anno fu condotto sulla piazza a incontrare il capitano Emo che in nome della Serenissima formalizzava la dedizione di Verona a Venezia. Successivamente il carroccio venne utilizzato per portare in giro il vessillo con il Leone di San Marco. Rimase nella chiesa fino al 1583 quando alcuni ministri tedeschi, che si erano da tempo stabiliti in nell'abbazia di San Zeno, lo usurparono e lo distrussero.
Un documento mostra come la città rimase offesa e addolorata per la perdita di tale macchina da guerra. In questo non si dice con precisione chi fossero tali ministri ma è probabile, come osserva lo storico Luigi Simeoni, che si tratti di monaci tedeschi che erano stati chiamati nell'abbazia nel 1425, i quali vedevano nel carroccio un simbolo delle guerre nel XII secolo della Lega Veronese e della Lega Lombarda contro l'imperatore tedesco Federico Barbarossa. Del carroccio di Verona non ci resta che il disegno eseguito da Paolo Farinati nel quadro rappresentante la battaglia di Vaccaldo. Quantunque tale tela sia stata eseguita nel 1598, sembra che l'autore, il quale aveva certamente avuto occasione di vedere il carroccio molte volte, lo abbia voluto rappresentare fedelmente, forse per conservare il ricordo della città mentre ne deplorava la perdita.